# Mansoura
Mansoura là thành phố ở đông bắc Ai Cập, thủ phủ của Daqahlīyah, bên bờ sông Damietta, một nhánh của sông Nin. Thành phố này có 420.000 dân. Đây là một trung tâm thương mại và công nghiệp với các ngành: dệt, chế biến thực phẩm. Thành phố này có Đại học Mansoura (thành lập năm 1972) và Đại học Bách khoa Mansoura (thành lập năm 1957). Khu vực định cư này đã được thành lập đầu thế kỷ 13, là nơi diễn ra một trận chiến năm 1250, những tín đồ Hồi giáo đã đánh bại quân Thập Tự Chinh và bắt sông vua Louis IX của Pháp.